# 솀페테르브르토이바

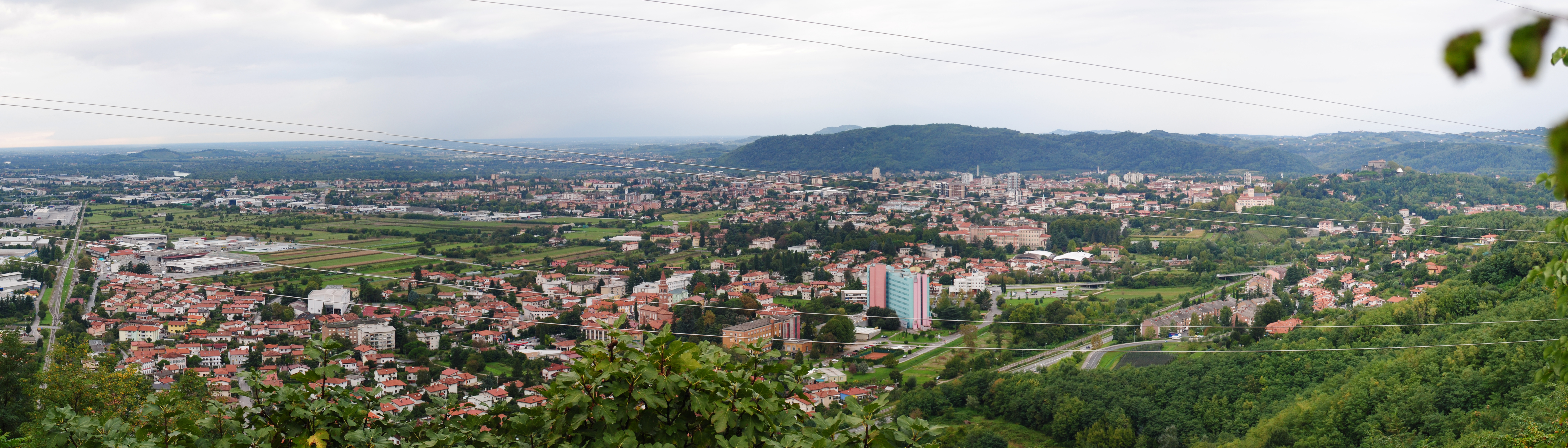
솀페테르브르토이바

솀페테르브르토이바의 위치

솀페테르브르토이바(슬로베니아어: Šempeter-Vrtojba, 이탈리아어: San Pietro-Vertoiba 산피에트로베르토이바[*], 독일어: Sankt Peter-Vertoyba 장크트페터페르토이바[*])는 슬로베니아의 도시로 면적은 14.9km2, 인구는 6,269명(2002년 기준), 인구 밀도는 420.7명/km2이다.